# Kaino Lempinen
Kaino Lempinen (Masku, Finlandia, 8 de febrero de 1921-Turku, Finlandia, 13 de septiembre de 2003) fue un gimnasta artístico finlandés, medallista olímpico de bronce en Helsinki 1952 en el concurso por equipos.

## Carrera deportiva
Su mayor triunfo fue conseguir el bronce en las Olimpiadas de Helsinki 1952 en el concurso por equipos, quedando en el podio tras los soviéticos y suizos, y siendo sus compañeros de equipo: Kalevi Laitinen, Onni Lappalainen, Paavo Aaltonen, Berndt Lindfors, Olavi Rove, Heikki Savolainen y Kalevi Viskari.